# Carmen Lozano (voleibolista)
Carmen Lozano (Sevilla, 28 de octubre de 1976- ibídem, 22 de febrero de 2012) fue una voleibolista española. Falleció a causa de una enfermedad.

## Biografía
Siendo juvenil pasa del Compañía de María al Universidad de Granada con quien consigue un subcampeonato de Superliga y tres de la Copa de la Reina. En el año 2000 ficha por el Vóley Murcia con quien vuelve a conseguir un nuevo subcampeonato de la Superliga. A la temporada siguiente vuelve al Universidad de Granada para fichar en 2002 con el Compañía de María. En su última temporada como jugador ejerció también como segunda entrenado consiguiendo el ascenso a Superliga del equipo sevillano.
En la selección absoluta de España estuvo entre 2001 y 2001 con la que alcanzó las 13 internacionalidades y obtuvo el subcampeonato de la Spring Cup de 2001, el sexto puesto en la Universiada de Pekín de 2001.
Tuvo un hijo, Adrián, de su matrimonio con José Manuel González, entrenador del Cajasol Juvasa.